# Arduino Cantafora
Arduino Cantafora (Milano, 8 novembre 1945) è un pittore e architetto italiano naturalizzato svizzero.

## Biografia
Laureato in Architettura al Politecnico di Milano, si fece conoscere all'inizio degli anni settanta come pittore, dipingendo architetture, paesaggi, ambienti con uno stile eclettico che riprendeva elementi rinascimentali fondendoli con i paesaggi metafisici di Giorgio De Chirico e con gli scenari dell'architettura razionalista. Si avvicinò alla scuola di Aldo Rossi, del quale divenne allievo e con cui stabilì un lungo sodalizio artistico.
Ha al suo attivo numerose esposizioni. Nel 1973, per la XV Triennale di Milano, preparò un grande pannello, la "Città analoga", che divenne il manifesto di una nuova tendenza che recuperava gli elementi del razionalismo e dell'architettura europea del Novecento. Partecipò nuovamente alla Triennale nelle edizioni 1980 e 1984.
Sempre nel 1984, per l'Internationale Bauausstellung (IBA) di Berlino, allestì un altro grande pannello dedicato alla "ricostruzione" della città contemporanea. Nel 1992 disegnò le scenografie per Perseo e Andromeda, atto unico di Salvatore Sciarrino andato in scena alla Scala di Milano. 
È stato docente alla Università Yale, alla IUAV di Venezia ed è stato responsabile dell'Atelier di Disegno e Rappresentazione all'Accademia di Architettura di Mendrisio. Attualmente insegna al Politecnico di Losanna.
È autore di un romanzo, Quindici stanze per una casa, pubblicato da Einaudi nel 1988.

## Pubblicazioni
- Le stagioni delle case. La Casa del Sole Nascente e l'annesso Ospedale di St. James, Kappa Edizioni e A.A.M, Roma 1980
- Quindici stanze per una casa (1988)[4]
- La pomme d'Adrien (2002)[5]
- Le stanze della vita (2004)[5]
- L'architecture du corps (2006, con Charles Duboux)[6]